# Stade Briochin
Lo Stade Briochin è una società calcistica francese con sede a Saint-Brieuc. Fondata nel 1904, gioca in casa nello Stade Fred Aubert. Dalla stagione 2020-2021 milita in Championnat National (terzo livello del campionato francese di calcio).
Nel corso della sua storia il club ha giocato prevalentemente nei campionati dilettantistici francesi; il suo periodo di maggior risalto è rappresentato dalle 3 stagioni in Division 2 disputate tra il 1993 e il 1997, a cui fece seguito l'esclusione d'ufficio a campionato in corso e la retrocessione forzata in Championnat de France amateur 2 a causa di un dissesto finanziario nelle casse societarie.

## Storia
Fino al 1959 lo Stade Briochin si era limitato a partecipare alla Ligue de Bretagne, il campionato regionale dilettantistico della Bretagna. In seguito iniziò a prendere parte dapprima allo Championnat de France amateur e poi alla Division 3, militandovi pressoché stabilmente fino alla metà degli anni 1980, allorquando il club incappò in diverse retrocessioni che lo fecero precipitare fino alla Ligue de Bretagne Division Supérieure Régionale.
A partire dalla stagione 1988-1989 lo Stade Briochin si risollevò inanellando 4 promozioni in 5 stagioni; ciò gli permise di partecipare per la prima volta in assoluto alla Division 2 nella stagione 1993-1994, in cui si classificò al 6º posto (miglior piazzamento di sempre nella storia del club bretone).
Dopo la momentanea retrocessione in National 1 nella stagione 1994-1995 e la risalita in Division 2 nella stagione 1995-1996, lo Stade Briochin iniziò a soffrire i contraccolpi dei debiti finanziari nel corso della stagione 1996-1997, che sfociarono il 24 marzo 1997 nella liquidazione giudiziaria del club e la sua conseguente esclusione d'ufficio dalla Division 2; a seguito di ciò, nella stagione 1997-1998 la squadra fu costretta a ripartire dallo Championnat de France amateur 2.
Negli anni successivi lo Stade Briochin oscillò tra CFA e CFA 2, finché nel 2008 retrocedette in Ligue de Bretagne Division Honneur e nel 2011 precipitò in Ligue de Bretagne Division Supérieure Élite, ma grazie alle promozioni ottenute nel 2012 e nel 2013 il club ritornò rapidamente in CFA 2.
Nella stagione 2019-2020 (terminata prematuramente a causa della pandemia di COVID-19) ha conquistato la promozione in Championnat National grazie al primo posto nel gruppo B dello Championnat National 2.

## Palmarès

### Competizioni nazionali
- Championnat National 2: 2

2019-2020 (girone B), 2024-2025 (girone B)
- Championnat de France Amateur 2: 1

2016-2017

## Rosa 2022-2023
Dati aggiornati al 24 febbraio 2023.
| N. |                    | Ruolo | Calciatore         |
| -- | ------------------ | ----- | ------------------ |
| 1  | Francia (bandiera) | P     | Maxime Pattier     |
| 2  | Francia (bandiera) | D     | Christophe Kerbrat |
| 3  | Francia (bandiera) | D     | Jean-Pierre Morgan |
| 4  | Francia (bandiera) | D     | Kévin Simon        |
| 5  | Francia (bandiera) | D     | Hugo Boudin        |
| 6  | Francia (bandiera) | C     | Maël Illien        |
| 7  | Francia (bandiera) | C     | Devon Romil        |
| 8  | Francia (bandiera) | C     | Alliou Dembélé     |
| 10 | Francia (bandiera) | C     | Zana Allée         |
| 11 | Francia (bandiera) | C     | Mathéo Remars      |
| 14 | Francia (bandiera) | C     | Théo Bloudeau      |
| 15 | Francia (bandiera) | D     | James Le Marer     |
| 16 | Senegal (bandiera) | P     | Cheick N'Diaye     |

| N. |                           | Ruolo | Calciatore          |
| -- | ------------------------- | ----- | ------------------- |
| 17 | Francia (bandiera)        | C     | Ahmad Allée         |
| 18 | Francia (bandiera)        | A     | Franck Rivollier    |
| 19 | Francia (bandiera)        | A     | Charly Dutournier   |
| 20 | Senegal (bandiera)        | A     | Amadou Sagna        |
| 21 | Algeria (bandiera)        | C     | Adam Oudjani        |
| 22 | Costa d'Avorio (bandiera) | D     | Benjamin Angoua     |
| 23 | Francia (bandiera)        | A     | Steven Papin        |
| 25 | Francia (bandiera)        | C     | Julien Benhaim      |
| 27 | Francia (bandiera)        | A     | Valentin Lavigne    |
| 28 | Francia (bandiera)        | A     | Walid Nassi         |
| 29 | Francia (bandiera)        | D     | Thibault Bouedec    |
| 30 | Francia (bandiera)        | P     | Kévin Le Corvaisier |